# Municipio de Sterling (Ohio)
El municipio de Sterling (en inglés: Sterling Township) es un municipio ubicado en el condado de Brown en el estado estadounidense de Ohio. En el año 2010 tenía una población de 4427 habitantes y una densidad poblacional de 60,12 personas por km².

## Geografía
El municipio de Sterling se encuentra ubicado en las coordenadas 39°4′55″N 83°58′31″O / 39.08194, -83.97528. Según la Oficina del Censo de los Estados Unidos, el municipio tiene una superficie total de 73.64 km², de la cual 73.64 km² corresponden a tierra firme y (0%) 0 km² es agua.

## Demografía
Según el censo de 2010, había 4427 personas residiendo en el municipio de Sterling. La densidad de población era de 60,12 hab./km². De los 4427 habitantes, el municipio de Sterling estaba compuesto por el 98.08% blancos, el 0.41% eran afroamericanos, el 0.11% eran amerindios, el 0.11% eran asiáticos, el 0.05% eran isleños del Pacífico, el 0.07% eran de otras razas y el 1.17% pertenecían a dos o más razas. Del total de la población el 0.32% eran hispanos o latinos de cualquier raza.